# حسك (سلاح)
الحَسَك أو قَدَم الغُراب هو سلاح لمنع دخول منطقة مكون من اثنين أو أكثر من المسامير أو الأشواك الحادة مرتبة بحيث يشير أحدهم دائماً إلى الأعلى مثل رباعي السطوح.